# Порт Хайдарпаша
Порт Хайдарпаша, також відомий як порт Хайдар-паші (тур. Haydarpaşa Limanı) або порт Стамбула — найбільший морський порт міста, термінал для ролкерів і контейнерів, розташований в районі Хайдарпаша в Стамбулі, біля південного входу в Босфор, недалеко від вокзалу Хайдарпаша. Він управляється Турецькою державною залізницею (TCDD) та обслуговує внутрішні райони, які включають найбільш індустріалізовані райони країни.
Це найбільший порт Стамбула і другий за величиною порт у регіоні Мармурового моря після порту Амбарли. З річним обсягом вантажів, що перевищує шість мільйонів метричних тонн, це четвертий за величиною порт Туреччини після Мерсіна, Амбарли та Ізміра.

## Історія

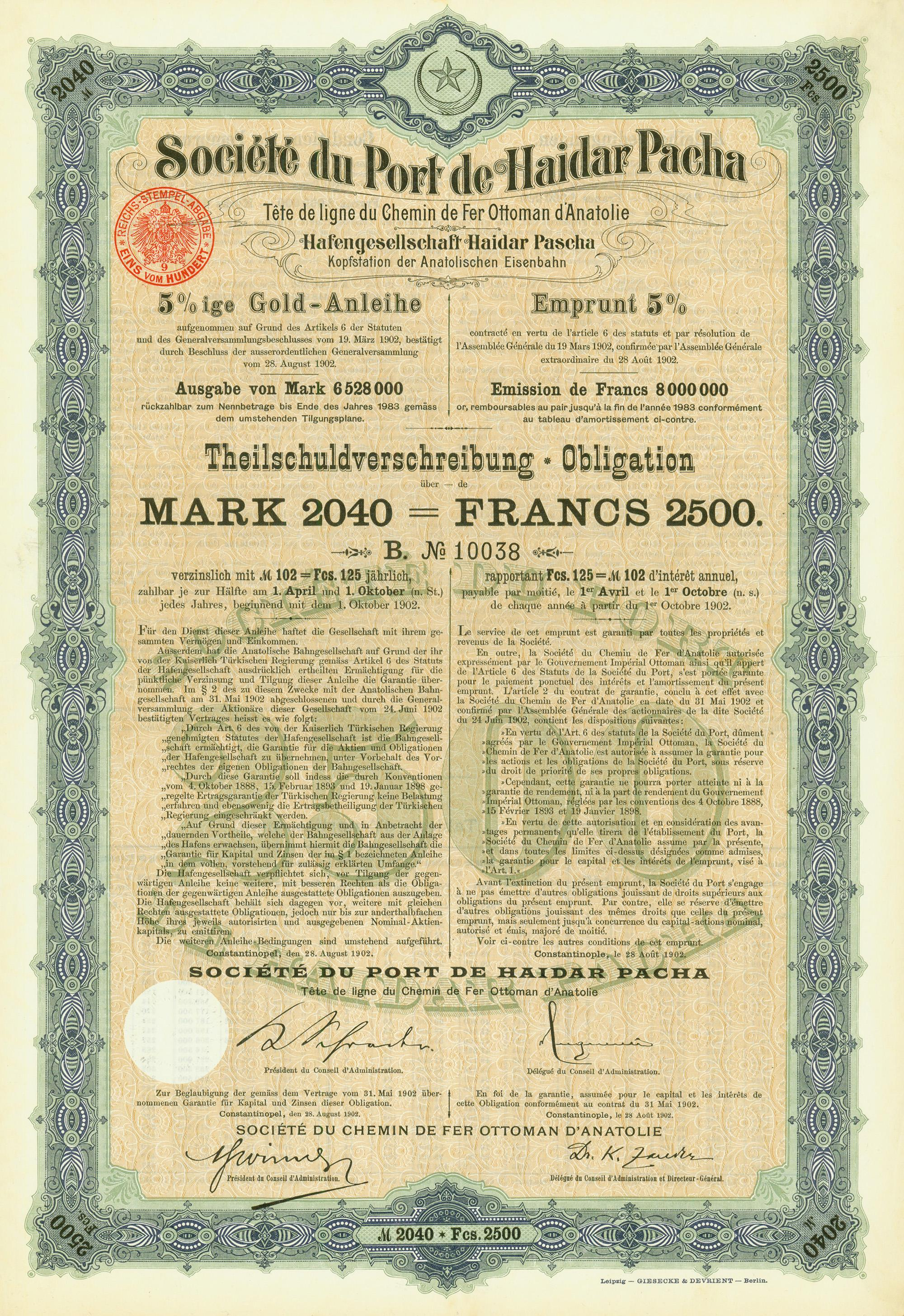
Облігація Товариства порту Хайдар Пача, видана 28. жовтня 1902 року

Анатолійська залізниця почала будівництво порту 20 квітня 1899 року і керувала ним доти, доки 24 травня 1924 року його не придбала новостворена Турецька Республіка. 31 травня 1927 року управління портом було передано Турецьким державним залізницям (TCDD).
5 лютого 1953 року розпочалося розширення порту Хайдарпаша. Перша частина була завершена в 1954, а друга в 1967

## Портові споруди

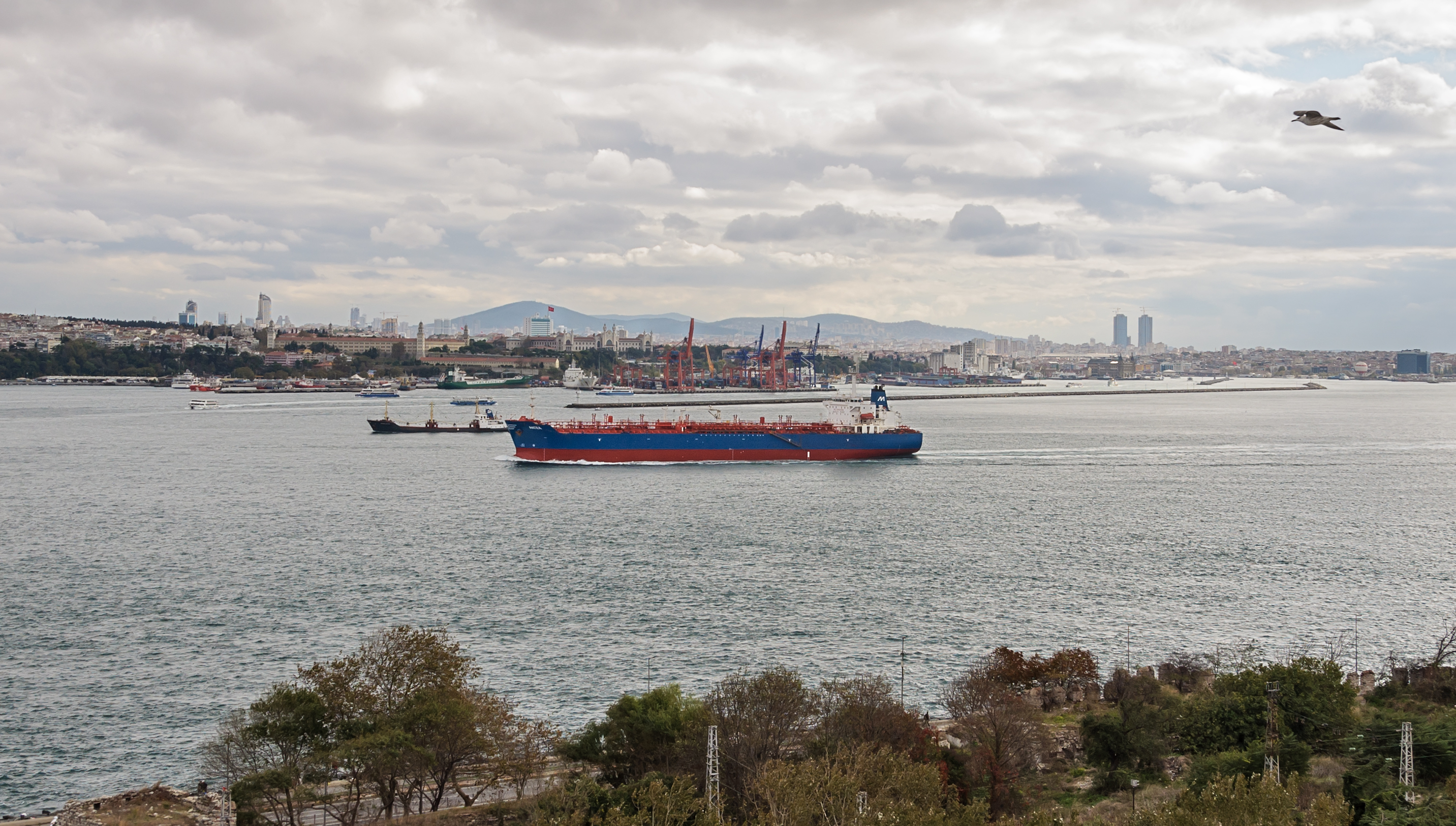
Вид на порт Хайдарпаша з четвертого двору Топкапи палацу.

У порту є 21 причал і два великі пірси. Причали спеціалізовані для конкретних портових галузей: один для обслуговування моторних човнів завдовжки 150 м, два для навантажувальних вантажів (довжиною 430 м), 8 великогабаритних причалів для генеральних вантажів (від 160 до 334 м), 3 середні причали для генеральних вантажів (від 50 до 97 м), два термінали ролкерів (від 141 до 164 м) та, нарешті, 5 контейнерних терміналів (від 295 до 350 м). Глибина води біля причалів коливається від 5 до 12 м. Судна в порту захищені двома хвилеломами від різноманітних впливів, спричинених погодою та морем.
Морські засоби порту включають 3 буксири потужністю до 2500 к.с. і 2 швартувальних пристрої.

### Контейнерний термінал

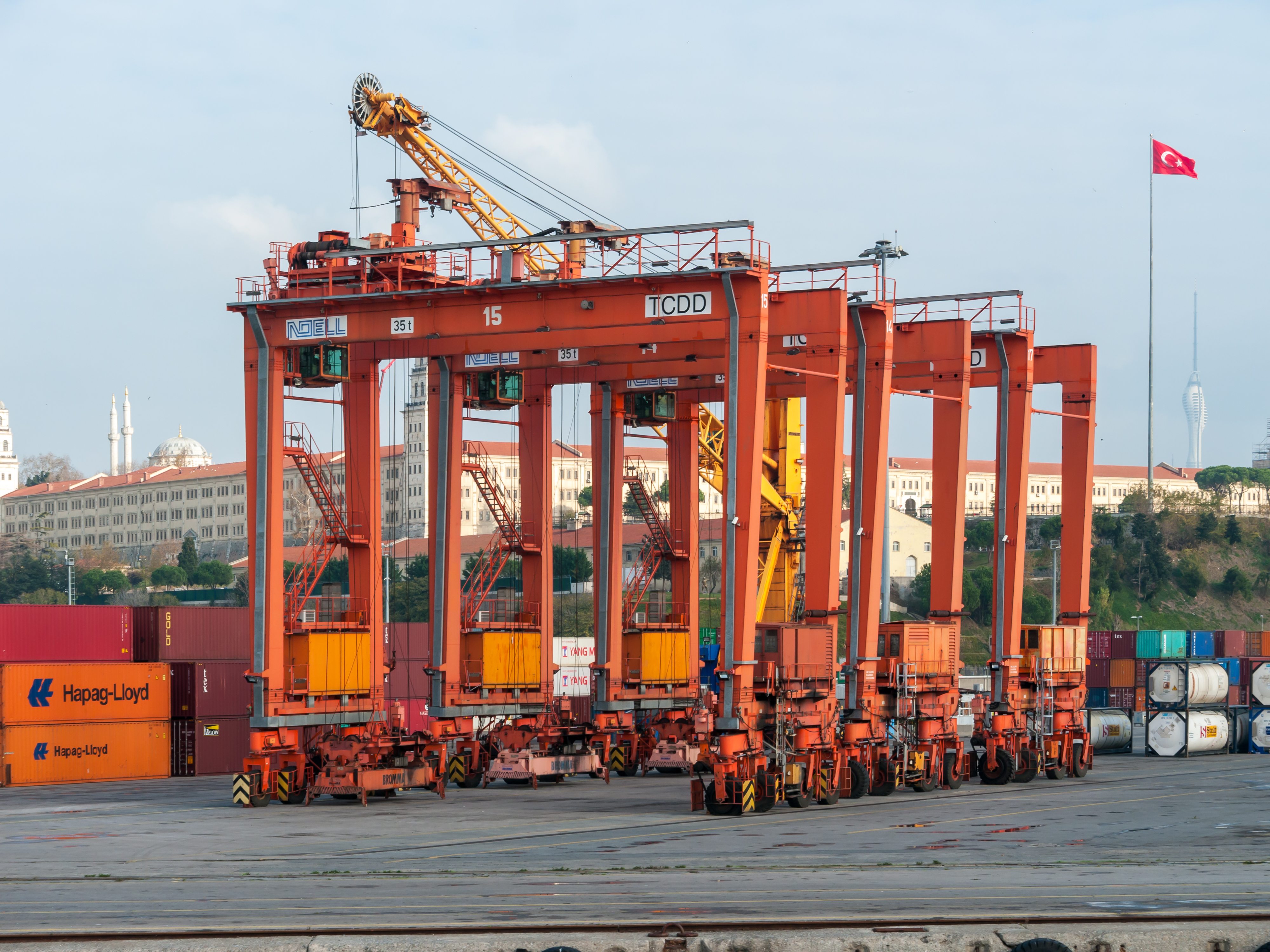
Портові перевізники у порту Хайдарпаша

Загальна пропускна спроможність п'яти контейнерних терміналів складає 1 700 суден на рік. Операції здійснюються 4 причальними козловими кранами г/ п 40 т. -10 т). Також в наявності дев'ять берегових та портових кранів (від 3 до 35 тонн), 6 мобільних кранів (від 5 до 25 тонн), 8 стандартних та 30 малощоглових вилкових навантажувачів. Ще одна послуга, доступна на терміналі — це надання приміщень рефрижераторів для рефрижераторних контейнерів.
Площа контейнерного термінала становить майже 100 000 м² з місткістю 15 000 TEU. Річна пропускна спроможність порту становить 750 000 ДФЕ. За контейнерним причалом знаходиться контейнерна вантажна станція площею 3 600 кв. На додаток до відкритого складу площею 313 000 м² та критої площі 21 000 м² існує наземний контейнерний термінал за межами порту в районі Гезтепе для штабелювання порожніх контейнерів. Він займає площу 55 000 м² з місткістю 52 800 ДФЕ.
Завантаження та розвантаження контейнерів, а також митне оформлення здійснюються в терміналі в порту.

### Ролкерний термінал
Термінал ролкеров може приймати 360 суден на рік і обробляти 410 000 тонн вантажу, 65 000 вантажівок і 60 000 легкових автомобілів на рік. Між портами Хайдарпаша і Чорноморськ, Україна двічі на тиждень здійснювалося вантажно-пасажирське поромне сполучення.

### Устаткування для вантажно-розвантажувальних робіт
У порту можуть обслуговуватись 1134 генеральних вантажних судна на рік. Плавзасоби включають один плавкран г/п 250 тонн, 17 берегових та стапельних кранів (від 3 до 35 тонн), 17 самохідних кранів (від 5 до 25 тонн), 67 навантажувачів для генеральних вантажів (від 2 до 5 тонн), один навантажувач, 6 тракторів, 25 причепів (40 тонн), 10 причепів (20 тонн) та дві мостові ваги вантажопідйомністю 100 тонн.

### Об'єкти для обробки сипких матеріалів
Два причали обслуговують суховантажні перевезення до 79 суден на рік. Зерновий бункер місткістю 34 000 тонн, що належить Турецькій зерновій раді (TMO), має конвеєрне з'єднання з причалом.

### Залізничний поромний термінал

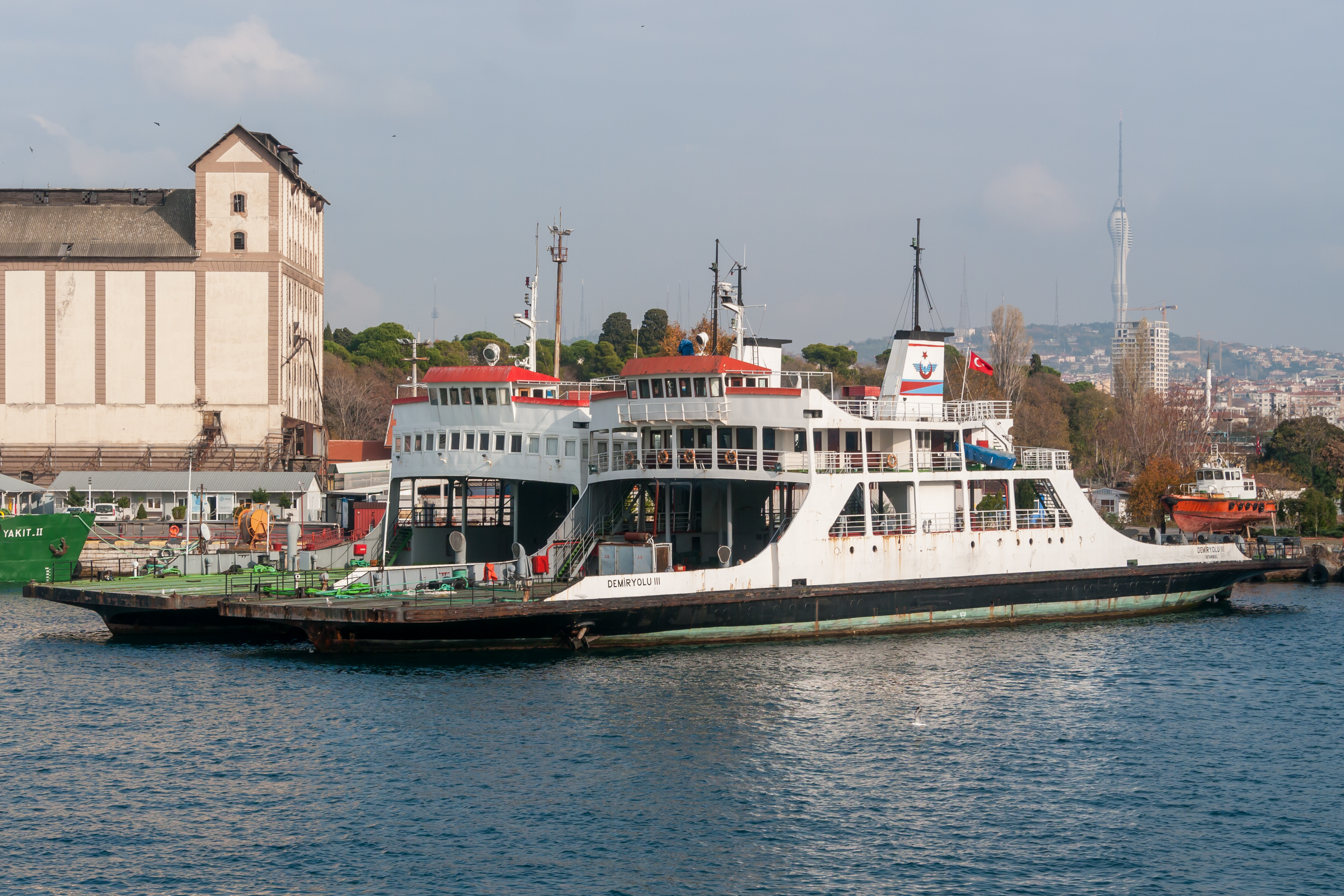
Залізничний пором Деміріолу III

Залізнично-поромний термінал та пороми курсують між Сіркеджі та Хайдарпашою, двома берегами Босфору. Кожен із трьох залізничних поромів вантажопідйомністю 480 тонн може перевозити 14 залізничних вагонів.

## Портова навігація
Лоцманська проводка обов'язкова для швартування, зняття з якоря і постановки на якір — послуга, що цілодобово надається Турецькою морською адміністрацією (TDİ). Лоцмани зустрічають судна на захід від лінії, що проходить через світло на хвилерізі гавані рибальських човнів Кумкапи на європейській стороні Мармурового моря.
Для суден водотоннажністю до 1500 тонн буксир не потрібен. Швартовний катер є обов'язковим і організовується лоцманом. Послуга надається Адміністрацією порту цілодобово.

## Майбутній проєкт
Приблизно з 2006 року порт і його околиці були предметом планів з перепланування, але у 2022 році він все ще працював як контейнерний порт у центрі міста.